# Gubernamentalidad
Gubernamentalidad es un concepto desarrollado por el filósofo francés Michel Foucault entre, aproximadamente, 1979 y 1984, en el segundo y tercer volumen de Historia de la sexualidad, titulados El uso de los placeres (1984) y La inquietud de sí (1984), y además de en su trabajo sobre Tecnologías del yo (1982), donde empezó a distinguir entre subjetivación y formas de subjetivación. Al sujeto se le daba forma tanto por el exterior como desde el interior, autónomamente. En una serie de conferencias y artículos, incluyendo El nacimiento de la biopolítica (1979), Omnes et Singulatim: hacia una crítica de la razón política (1979), El sujeto y el poder (1982) y ¿Qué es la ilustración? (1984), cuestionó la naturaleza del orden social actual, la conceptualización del poder, la libertad humana y sus límites, las posibilidades y fuentes de la acción humana. Su mejor formulación de estos temas es en su lección titulada La Gubernamentalidad (1978). Foucault ve el gobierno como una forma técnica general que incluye desde el propio auto-control hasta el control de las poblaciones. Para Foucault este concepto sustituye su anterior de poder-saber.
Gubernamentalidad hace referencia a una economía específica de poder. Hace referencia a una sociedad donde el poder es descentralizado y donde sus miembros juegan un rol activo en su propio autogobierno. Debido a este rol activo, los individuos necesitan ser regulados desde adentro. La sociedad está basada en distintas esferas institucionales (familia, escuela, prisión,...), y cada esfera sigue una lógica propia de gobierno que genera un cierto conocimiento sobre los sujetos. El conocimiento producido permite gobernar cómo los individuos se comportarán en ciertos contextos desde el interior del sujeto, desde el sujeto mismo.